# Vollmondgesicht

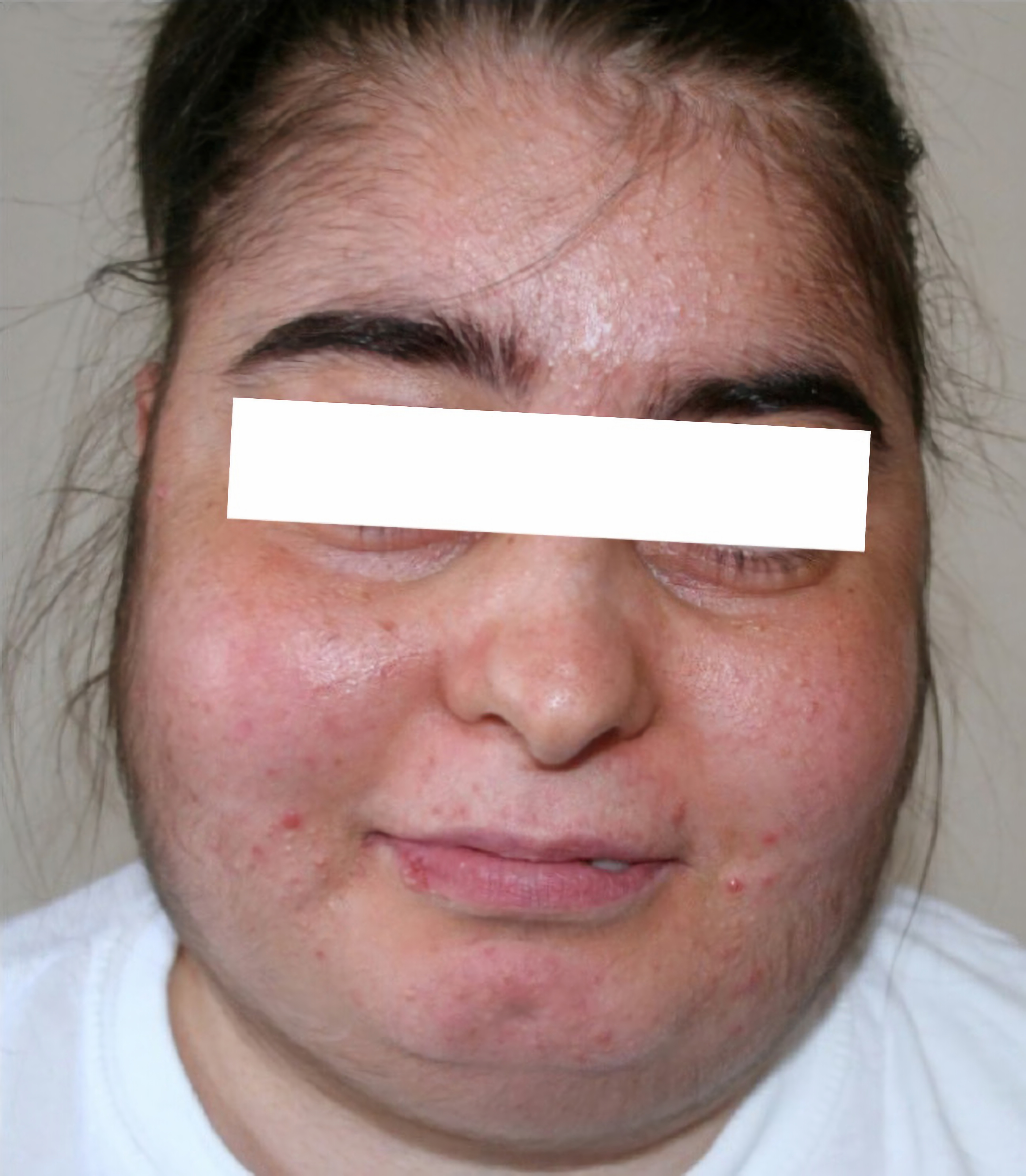
Vollmondgesicht bei einer Person mit medikamenteninduziertem Morbus Cushing

Das Vollmondgesicht (auch Mondgesicht, lat. Facies lunata) bezeichnet eine rundliche Gesichtsform mit geröteten, unter Umständen auch bläulich-rot aufgedunsenen Wangen, „Karpfenmund“, Schrägstellung der Augen und Doppelkinn. Es gehört zu den visuellen Leitsymptomen in der Inneren Medizin.
Mögliche medizinische Hintergründe:
- Cushing-Syndrom
- Adipositas (insbesondere Fröhlich-Syndrom, Pickwick-Syndrom)
- Medikamente (chronische Anwendung von Glucocorticoiden, Östrogenen, Anabolika oder Appetitstimulanzien)